# داریل میکن
داریل میکن (انگلیسی: Daryl Macon؛ زادهٔ ۲۹ نوامبر ۱۹۹۵) بازیکن بسکتبال اهل ایالات متحده آمریکا است.
از باشگاه‌هایی که در آن بازی کرده‌است می‌توان به میامی هیت اشاره کرد.